# Modèle de Verhulst

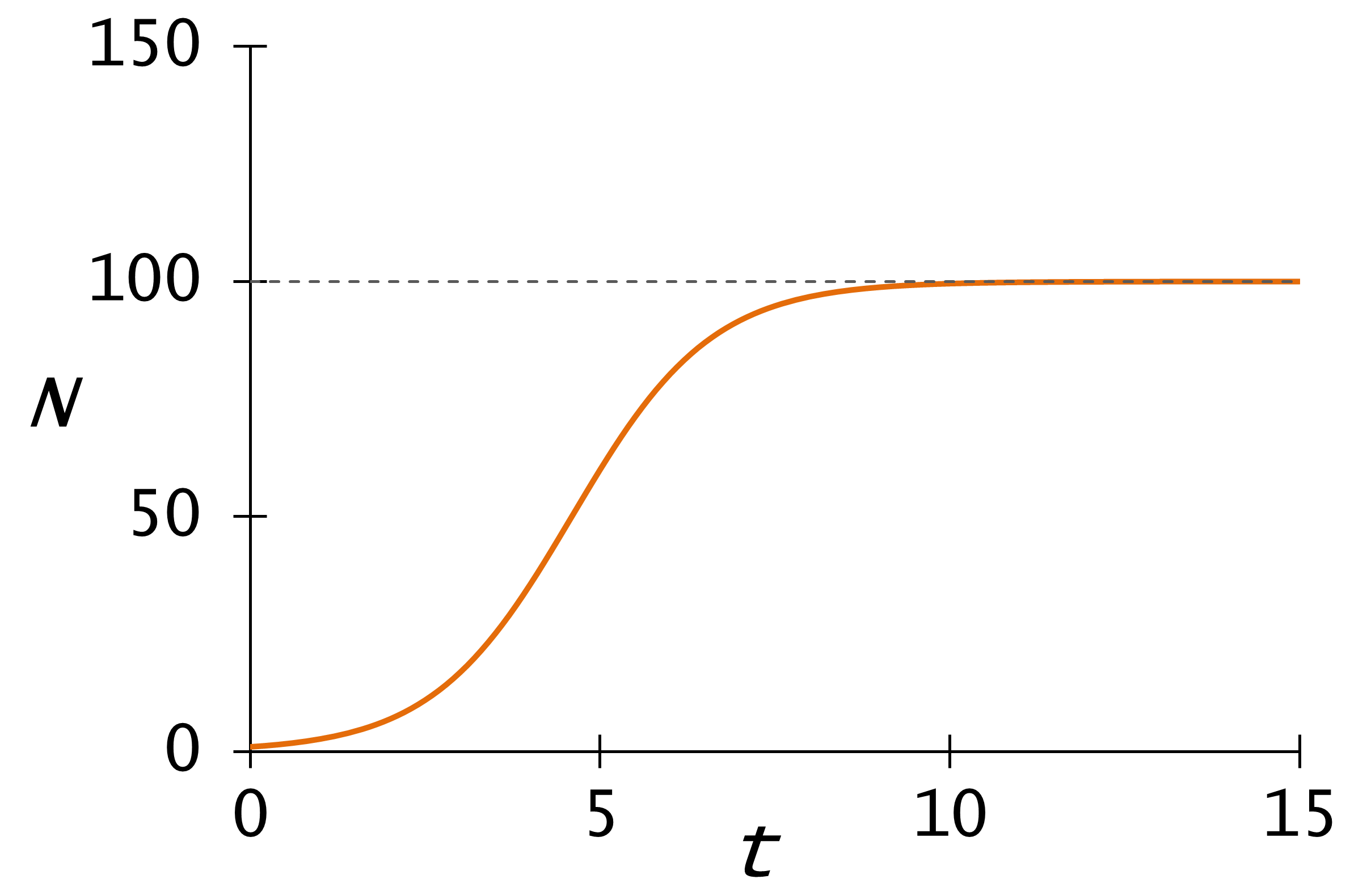
La courbe logistique est associée à la solution du modèle de Verhulst. Ici, on a K=100.

En dynamique des populations, le modèle de Verhulst a été proposé par Pierre François Verhulst vers 1840,. Il a proposé ce modèle de croissance en réponse au modèle de Malthus qui proposait  un taux d'accroissement constant sans frein conduisant à une croissance exponentielle de la population.
Le modèle de Verhulst fait l'hypothèse que le taux de natalité et le taux de mortalité sont des fonctions affines respectivement décroissante et croissante de la taille de la population. Autrement dit, plus la taille de la population augmente, plus son taux de natalité diminue et son taux de mortalité augmente. Verhulst pose d'autre part que, lorsqu'une population est de petite taille, elle a tendance à croître.
Le même modèle est utilisable pour des réactions autocatalytiques, dans lesquelles l'augmentation des individus touchés est proportionnelle à la fois au nombre d'individus déjà touchés et au nombre d'individus qui peuvent encore être touchés.
Ce modèle conduit, en temps continu, à une fonction logistique ; et en temps discret à une suite logistique dont la particularité est d'être, dans certaines circonstances, chaotique.

## Mise en place mathématique
Si on appelle :
- y la taille de la population ;
- m(y) le taux de mortalité ;
- n(y) le taux de natalité,

alors, en s'inspirant du modèle de Malthus, la taille de la population suit l'équation différentielle :
{\displaystyle {\frac {\mathrm {d} y}{\mathrm {d} t}}=y\cdot \left(n(y)-m(y)\right)}
Si m et n sont des fonctions affines respectivement croissante et décroissante alors n – m est une fonction affine décroissante. Si d'autre part, pour y tendant vers 0, la croissance est positive, l'équation peut s'écrire :
{\displaystyle {\frac {\mathrm {d} y}{\mathrm {d} t}}=y\cdot (a-b\cdot y)} avec a et b deux réels positifs.
C'est le modèle proposé par Verhulst.
Puis, en posant K = a/b, l'équation devient alors :
{\displaystyle {\frac {\mathrm {d} y}{\mathrm {d} t}}=a\cdot y\cdot \left(1-{\frac {y}{K}}\right)\quad {\text{avec}}\quad a,K>0.}
Une observation immédiate montre que :
- la fonction constante y = K est solution de cette équation ;
- si y < K alors la population croît ;
- si y > K alors la population décroît.

Le paramètre K est appelé la capacité d'accueil ou capacité de charge.
Le modèle auto-catalytique conduit à la même équation (accroissement proportionnel à la population touchée et à la population restante) :
{\displaystyle {\frac {\mathrm {d} y}{\mathrm {d} t}}=\alpha \cdot y\cdot (K-y)=\alpha \cdot K\cdot y\cdot \left(1-{\frac {y}{K}}\right).}

## Résolution en temps continu
La recherche des fonctions strictement positives définies sur {\displaystyle [0;+\infty [} et vérifiant le système :
- {\displaystyle y(0)=y_{0}~}
- {\displaystyle y'=a\cdot y\cdot \left(1-{\frac {y}{K}}\right)}

conduit à la solution logistique :
{\displaystyle y(t)=K{\frac {1}{1+\left({\frac {K}{y_{0}}}-1\right)\cdot e^{-a\cdot t}}}}
où l'on observe que la population tend vers la capacité d'accueil K, qu'elle est croissante si la population initiale est inférieure à la population d'accueil, et décroissante sinon.

## Résolution en temps discret
En temps discret, le modèle se transforme en :
{\displaystyle u_{n+1}-u_{n}=a\cdot u_{n}\cdot \left(1-{\frac {u_{n}}{K}}\right)}.
Puis, en posant :
- {\displaystyle a+1=\mu },
- {\displaystyle v_{n}={\frac {a\cdot u_{n}}{\mu \cdot K}}},

la relation de récurrence devient :
{\displaystyle v_{n+1}=\mu \cdot v_{n}\cdot (1-v_{n})\,}.
C'est sous cette forme qu'elle est étudiée comme suite logistique. Bien que simple par son expression, elle peut conduire à des résultats très variés.